# Кузаго
Кузаго (итал. Cusago) — коммуна в Италии, в провинции Милан области Ломбардия.
Население составляет 3046 человек, плотность населения составляет 277 чел./км². Занимает площадь 11 км². Почтовый индекс — 20090. Телефонный код — 02.
Покровителями коммуны почитаются святые Фирм и Рустик, празднование в первое воскресение мая.